# NFLサック数1位
NFLサック数1位では、NFLの年間QBサック数1位の選手の一覧を記載する。QBサックは1982年シーズンから公式記録として扱われるようになった。ディフェンシブエンドにパスラッシュという役割があることを認識させ、QBサックという言葉の生みの親となったディーコン・ジョーンズが2013年に死去した際、ジョーンズがNFLに起こしたディフェンス革命の功績を称えて、年間サック数1位の選手に「ディーコン・ジョーンズ賞」が贈られることとなった。

## 受賞者一覧
| シーズン | 選手                       | チーム                       | 記録 |
| -------- | -------------------------- | ---------------------------- | ---- |
| 1982     | ダグ・マーティン           | ミネソタ・バイキングス       | 11.5 |
| 1983     | マーク・ガスティノー       | ニューヨーク・ジェッツ       | 19.0 |
| 1984     | マーク・ガスティノー       | ニューヨーク・ジェッツ       | 22.0 |
| 1985     | リチャード・デント         | シカゴ・ベアーズ             | 17.0 |
| 1986     | ローレンス・テイラー       | ニューヨーク・ジャイアンツ   | 20.5 |
| 1987     | レジー・ホワイト           | フィラデルフィア・イーグルス | 21.0 |
| 1988     | レジー・ホワイト           | フィラデルフィア・イーグルス | 18.0 |
| 1989     | クリス・ドールマン         | ミネソタ・バイキングス       | 21.0 |
| 1990     | デリック・トーマス         | カンザスシティ・チーフス     | 21.0 |
| 1991     | パット・スウィリング       | ニューオーリンズ・セインツ   | 20.0 |
| 1992     | クライド・シモンズ         | フィラデルフィア・イーグルス | 19.0 |
| 1993     | ニール・スミス             | カンザスシティ・チーフス     | 15.0 |
| 1994     | ケビン・グリーン           | ピッツバーグ・スティーラーズ | 14.0 |
| 1995     | ブライス・ポープ           | バッファロー・ビルズ         | 17.5 |
| 1996     | ケビン・グリーン           | カロライナ・パンサーズ       | 14.5 |
| 1997     | ジョン・ランドル           | ミネソタ・バイキングス       | 15.5 |
| 1998     | マイケル・シンクレア       | シアトル・シーホークス       | 16.5 |
| 1999     | ケビン・カーター           | セントルイス・ラムズ         | 17.0 |
| 2000     | ラロイ・グローバー         | ニューオーリンズ・セインツ   | 17.0 |
| 2001     | マイケル・ストレイハン     | ニューヨーク・ジャイアンツ   | 22.5 |
| 2002     | ジェイソン・テイラー       | マイアミ・ドルフィンズ       | 18.5 |
| 2003     | マイケル・ストレイハン     | ニューヨーク・ジャイアンツ   | 18.5 |
| 2004     | ドワイト・フリーニー       | インディアナポリス・コルツ   | 16.0 |
| 2005     | デリック・バージェス       | オークランド・レイダース     | 16.0 |
| 2006     | ショーン・メリマン         | サンディエゴ・チャージャーズ | 17.0 |
| 2007     | ジャレッド・アレン         | カンザスシティ・チーフス     | 15.5 |
| 2008     | デマーカス・ウェア         | ダラス・カウボーイズ         | 20.0 |
| 2009     | エルビス・デュマービル     | デンバー・ブロンコス         | 17.0 |
| 2010     | デマーカス・ウェア         | ダラス・カウボーイズ         | 15.5 |
| 2011     | ジャレッド・アレン         | ミネソタ・バイキングス       | 22.0 |
| 2012     | J・J・ワット               | ヒューストン・テキサンズ     | 20.5 |
| 2013     | ロバート・マシス           | インディアナポリス・コルツ   | 19.5 |
| 2014     | ジャスティン・ヒューストン | カンザスシティ・チーフス     | 22.0 |
| 2015     | J・J・ワット               | ヒューストン・テキサンズ     | 17.5 |
| 2016     | ヴィック・ビーズリー       | アトランタ・ファルコンズ     | 15.5 |
| 2017     | チャンドラー・ジョーンズ   | アリゾナ・カージナルス       | 17.0 |
| 2018     | アーロン・ドナルド         | ロサンゼルス・ラムズ         | 20.5 |
| 2019     | シャキール・バレット       | タンパベイ・バッカニアーズ   | 19.5 |
| 2020     | T・J・ワット               | ピッツバーグ・スティーラーズ | 15.0 |
| 2021     | T・J・ワット               | ピッツバーグ・スティーラーズ | 22.5 |

| シーズン | 選手                                          | チーム                                              | 記録 |
| -------- | --------------------------------------------- | --------------------------------------------------- | ---- |
| 1960     | ジーノ・マーチェッティ                        | ボルチモア・コルツ                                  | 11.0 |
| 1961     | ユージン・リプスコム                          | ピッツバーグ・スティーラーズ                        | 17.5 |
| 1962     | ジム・カッカヴェージ                          | ニューヨーク・ジャイアンツ                          | 16.0 |
| 1963     | ジム・カッカヴェージ                          | ニューヨーク・ジャイアンツ                          | 20.5 |
| 1964     | ディーコン・ジョーンズ                        | ロサンゼルス・ラムズ                                | 20.5 |
| 1965     | ディーコン・ジョーンズ                        | ロサンゼルス・ラムズ                                | 19.0 |
| 1966     | ジョージ・アンドリー                          | ダラス・カウボーイズ                                | 18.5 |
| 1967     | ディーコン・ジョーンズ                        | ロサンゼルス・ラムズ                                | 21.5 |
| 1968     | ディーコン・ジョーンズ                        | ロサンゼルス・ラムズ                                | 22.0 |
| 1969     | ディーコン・ジョーンズ カール・エラー         | ロサンゼルス・ラムズ ミネソタ・バイキングス         | 15.0 |
| 1970     | トニー・クライン                              | オークランド・レイダース                            | 17.5 |
| 1971     | セドリック・ハードマン                        | サンフランシスコ・49ers                             | 18.0 |
| 1972     | ジャック・グレゴリー                          | ニューヨーク・ジャイアンツ                          | 18.5 |
| 1973     | ビル・スタンフィル                            | マイアミ・ドルフィンズ                              | 18.5 |
| 1974     | フレッド・ドライヤー ジャック・ヤングブラッド | ロサンゼルス・ラムズ                                | 15.0 |
| 1975     | ジョン・ダットン                              | ボルチモア・コルツ                                  | 18.0 |
| 1976     | コイ・ベーコン                                | シンシナティ・ベンガルズ                            | 21.5 |
| 1977     | ハーベイ・マーティン                          | ダラス・カウボーイズ                                | 20.0 |
| 1978     | アル・ベイカー                                | デトロイト・ライオンズ                              | 23.0 |
| 1979     | ジャック・ヤングブラッド                      | ロサンゼルス・ラムズ                                | 20.5 |
| 1980     | アル・ベイカー ゲーリー・ジョンソン           | デトロイト・ライオンズ サンディエゴ・チャージャーズ | 17.5 |
| 1981     | ジョー・クレッコ                              | ニューヨーク・ジェッツ                              | 20.5 |